# Euscorpius carpathicus
Euscorpius carpathicus is een schorpioenensoort uit de familie Euscorpiidae. De wetenschappelijke naam is gepubliceerd in 1767 door Linnaeus.